# 何塞·安东尼奥·卡马乔
何塞·安东尼奥·卡马乔·阿尔法罗（西班牙語：José Antonio Camacho Alfaro，1955年6月8日—），前西班牙国家足球队左后卫，退役后成为足球教练，曾執教加蓬。
卡马乔曾经执教西班牙、皇家马德里、本菲卡及中国国家足球队等，他是中国国家足球队历史上第六位外籍主教练。
卡马乔球员时期为皇家马德里效力了15个赛季，上阵超过500次，取得了包括9个西甲联赛冠军在内的19个冠军锦标，而在作为主教练期间他赢得了2个冠军头衔。在国家队卡马乔出场超过80次，并入选了两届世界杯及出席同樣次數的欧洲足球锦标赛。而1998-2002年期间他曾经执教西班牙国家队四年，在2002年韩日世界杯比赛里球队在八强赛里有争议地输给东道主之一的韩国队。
在国际足联2010年公布的优秀教练排名上，卡马乔位列第26位。

## 球员生涯
卡马乔出生于西班牙穆尔西亚的希耶萨。他最早在阿爾巴塞特接受青训。18岁时，加盟西甲豪门皇家马德里，时任主教练路易斯·莫洛尼给了他初次登场的机会。他几乎在入队之后立即被纳入一线队名单和首发名单。
在他效力皇马的时间里，卡马乔在接近600场正式比赛（仅联赛就有414场）中代表皇家马德里出场，并与中场球员拉斐尔·哥迪路组成了出色的左翼组合。1978年1月，他在训练中严重受伤，被迫远离球场两年。然而他后来强力复出，帮助皇家马德里连续夺得两届歐洲足協盃。
卡马乔还为西班牙国家队出场了81次。他首次代表国家队出场是1975年2月5日在瓦伦西亚举行的1976年欧洲足球锦标赛预选赛西班牙国家足球队1-1战平苏格兰的比赛中，当时他还不足20岁。
此后的13年里，卡马乔一直是西班牙国家队防守的中流砥柱。不论是1982年世界杯、1986年世界杯、1984年欧洲足球锦标赛还是1988年欧洲足球锦标赛，他几乎始终是队中左后卫的第一选择。33岁时，在1988年欧洲足球锦标赛小组赛西班牙0-2负于西德國家足球隊的比赛之后，他宣布在国家队退役。

## 执教生涯

### 初期
1989年退役后，卡马乔开始了他的执教生涯，从皇马的教练组起步开始工作。作为主教练，他最初执教的两支球队是巴列卡诺和西班牙人，两次都帮助球队升入西甲。
1998年夏天，卡马乔接手皇马一线队，但在区区22天后因为与俱乐部管理层的矛盾离职。

### 西班牙国家队
1998年9月，在西班牙国家队于2000年欧洲杯预选赛中2-3惨败塞浦路斯之后，卡马乔接替哈维尔·克莱门特担任西班牙国家足球队主教练。
在卡马乔的调教下，西班牙队迅速调整了状态，进入了2000年歐洲足球錦標賽决赛圈，并打进了四分之一决赛，以1-2输给了冠军法国队。两年后，他的球队在2002年世界杯上也打入了四分之一决赛，但是输给了韩国队。面对备受争议的失败，他宣布辞职，伊纳济·萨兹继任。

### 本菲卡、皇家马德里、再入本菲卡与奥萨苏纳
此后，卡马乔又从执教国家队改为执教俱乐部。2002年11月29日葡萄牙足球超級聯賽的本菲卡足球俱樂部解雇了杰苏亚多·费雷拉，卡马乔接任主教练。两年后，他的球队在加时赛战胜若泽·穆里尼奥率领的波尔图获得了葡萄牙杯冠军，并获得在联赛第二名。期间他也表现出了非常感性的一面。在葡萄牙足球超级联赛本菲卡队对吉马良斯维多利亚队的比赛中匈牙利籍球员费赫尔·米克洛什因病死在场上，他哭得很伤心。
2004至2005年赛季，卡马乔返回皇马，与俱乐部签署了一份为期两年的合同，替代被解职的卡路士·昆洛斯。但他在皇马的第二次执教同样为期不长，04年九月份，皇马于欧洲冠军联赛里被勒沃库森以3-0击败，并在四天后的联赛中0-1输给了西班牙人。不久后，他宣布辞职，助理教练马里亚诺·雷蒙代替他出任皇马主教练。
2007至2008年赛季，继本菲卡在葡萄牙联赛揭幕战中客场1-1与歷索斯战平后，费尔南多·桑托斯与俱乐部双方终止了合同，卡马乔返回了本菲卡。然而，2008年3月9日在主场与积分垫底的利亞拿战平后不久，卡马乔声称他在球队连续的糟糕表现后不再能够激励球队，并且宣布他将离开。
2008年歐洲足球錦標賽期间，卡马乔在西班牙当地电视台Cuatro担任共同解说（西班牙队夺得该届冠军，2010年世界杯足球赛他同样担任了解说，西班牙队也夺冠了）。2008年10月13日，卡马乔取代被解雇的何塞·安赫尔·齐甘达，再次出山，任奥萨苏纳主教练。
2011年2月14日，客场0-1败给皇家社会后，奥萨苏纳跌入降级区，卡马乔为此被解雇了。

### 中国国家队
2011年8月14日，中国足球协会召开新闻发布会，宣布卡马乔正式成为中国国家足球队的主教练。卡马乔签定了一份三年的合同。卡马乔及其团队的合同自签约之日起到2014年12月，年薪为税后430万欧元（约3520万人民币/年）。9月2日，卡马乔率领中国国家队在2014年世界杯外围赛第三圈第一轮的比赛中主场2比1击败新加坡，获得开门红。但是在之后的三场预选赛中，中国队先后在客场1比2输给约旦，主客场被伊拉克0比1双杀，1胜3负仅积3分，几乎已被淘汰出局。11月15日第五轮中国虽然客场4比0大胜新加坡，但由于伊拉克3比1逆转已经提前出线的约旦，卡马乔率领中国队晋级十强赛的希望就此破灭。
在卡马乔带队于2012年9月11日的一场中国队对巴西队友谊赛中，0比8的比分创出了国足在76年来的A级比赛最大失利。
根据中国足协与卡马乔的合同，卡马乔及其团队的税后年薪为430万欧元，其中卡马乔个人的税后薪水为每年380万欧元。提供赞助的万达集团表示不会为卡马乔支付税金，中国足协需要自筹资金，为卡马乔的团队支付每年350万欧元的所得税。
中国队在世界杯预选赛上遭到淘汰，让卡马乔处于一片骂声之中。而之后两年中国国家队的表现也难以让球迷满意，媒体不断地讨论着卡马乔下课的话题。但是，中国足协与卡马乔的合同中没有关于成绩的条款，卡马乔带队成绩再差也不会下课。若提前与卡马乔解约，中国足协需要支付每年两倍年薪的解约金，媒体认为这是卡马乔下课的一大障碍。
2013年6月15日，中国队与泰国队在合肥奥林匹克体育中心足球场举行了一场友谊赛，结果以1-5惨败泰国。6月16日，新华网以头条形式刊出评论《中国足球再次浪费“重新做人”的良机》等一系列文章，称“这不仅是中国足球的耻辱，也是这位世界级名帅的耻辱”。文章《三问卡马乔》指卡马乔是中国足球历史上薪水最高、执教成绩最差的主帅，认为他对惨败有不可推卸的责任。并认为“以现在的战绩和舆论导向看，卡马乔很难再坚持到合同截止。不如快刀斩乱麻，给其继任者多一些时间”。6月21日晚，中国足协与卡马乔就解约问题展开协商，6月24日，中国足协与卡马乔正式终止合作。

### 加蓬国家队
2016年12月2日，加蓬足协宣布与卡马乔正式签约，合同到2018年止。

## 荣誉

### 球员时期

#### 俱乐部
皇家马德里
- 2次歐洲足協盃冠军: 1984-85, 1985-86
- 9次西班牙足球甲级联赛冠军: 1974–75, 1975–76, 1977–78, 1978–79, 1979-80, 1985-86, 1986-87, 1987-88, 1988-89
- 5次西班牙国王杯冠军: 1973–74, 1974–75, 1979-80, 1981-82, 1988-89
- 1次西班牙联赛杯冠军: 1984-85
- 2次西班牙超級盃冠军: 1988, 1989

#### 国家队
- 欧洲足球锦标赛亚军: 1984

### 教练时期
本菲卡
- 葡萄牙盃冠军: 2003–04